# Смецкая, Александра Моисеевна
Александра Моисеевна Смецкая (укр. Олександра Мойсеївна Смецька; 17 ноября 1914, Верхний Салтов — 6 января 1996) — советский украинский учёный-правовед, специалист в области гражданского процесса. Кандидат юридических наук (1968). С 1949 по 1983 год работала в Харьковском юридическом институте, где с 1971 года была доцентом кафедры гражданского процесса. Научный руководитель Б. Н. Юркова.

## Биография
Александра Смецкая родилась 17 ноября 1914 года в селе Верхний Салтов, которое ныне входит в состав Харьковской области Украины. Высшее образование получила в Харьковском юридическом институте, который с отличием окончила в 1941 году. Затем и до конца Великой Отечественной войны стала работать в народных судах Запорожья и Харькова. После окончания войны она поступила в аспирантуру в родной вуз, где училась до 1949 года.
Окончив аспирантуру, Александра Моисеевна начала работать на объединённой кафедре гражданского права и гражданского процесса, где сначала была ассистентом, а затем старшим преподавателем и исполняющим обязанности доцента. В 1968 году в родном институте А. М. Смецкая защитила диссертацию на соискание учёной степени кандидата юридических наук по теме «Выполнение судебных постановлений путем обращения взыскания на имущество граждан и на заработную плату». Её официальными оппонентами на защите этой работы стали профессор Н. А. Чечина и доцент А. А. Сергиенко.
После разделения объединённой кафедры на кафедру гражданского права и кафедру гражданского процесса, Смецкая начала работать на последней, где в 1971 году заняла должность доцента. В 1974 году под её научным руководством защитил свою кандидатскую диссертацию по теме «Процессуальные гарантии прав граждан при рассмотрении и разрешении судом жалоб на действия административных органов» будущий профессор Борис Юрков. Работая на кафедре гражданского процесса, вместе с другими её членами участвовала в написании учебника «Советский гражданский процесс». Издание стало первым учебником написанным членами этой кафедры и вышло в свет в 1982 году. В 1983 году ушла с должности доцента кафедры.
Коллеги по кафедре характеризовали её как скромного, доброжелательного и порядочного человека, а также называли её «педагогом „от Бога“», которая давала студентам глубокие научные знания и прививала ответственность и преданность юридической профессии. Профессор Владимир Сташис и председатель Высшего специализированного суда Украины по рассмотрению уголовных и гражданских дел Леонид Фесенко называли Александру Смецкую известным учёным.
Александра Моисеевна скончалась 6 января 1996 года.